# August von Mackensen
August von Mackensen (Haus Leipnitz, 6 dicembre 1849 – Burghorn, 8 novembre 1945) è stato un generale (feldmaresciallo) tedesco.
Nato dal fattore Louis e da Marie Louise Mackensen, rivestì brillantemente ruoli di comando durante la prima guerra mondiale e divenne uno dei più importanti leader militari della Germania imperiale.

## Biografia
Era figlio del fattore Ludwig Mackensen (1817–1890) e della di lui consorte Maria Rink (1824–1916). 
Prima di entrare nell'esercito, Mackensen studiò agraria ad Halle senza diplomarsi. Iniziò il servizio militare nel 1869 come volontario nel 2º Leibhusarenregiment di Lissa in Posnania. Durante la guerra franco-prussiana fu promosso a sottotenente e proposto per la Croce di Ferro di seconda classe. Dopo un periodo universitario, sempre ad Halle, Mackensen entrò definitivamente nell'esercito, nel 1873, nel suo vecchio reggimento. Nel 1891 raggiunse a Berlino lo Stato maggiore generale, dove subì notevolmente l'influenza del nuovo capo, Alfred von Schlieffen.
Quando Schlieffen andò a riposo nel 1906, Mackensen venne guardato come un possibile successore, ma il posto fu assegnato a von Moltke. Allo scoppio della prima guerra mondiale, Mackensen comandava il XVII Corpo d'armata, facente parte dell'8ª Armata agli ordini prima di Maximilian von Prittwitz e poi di Paul von Hindenburg, e prese parte alle battaglie di Gumbinnen e di Tannenberg. Nel 1914 prese il comando della 9ª Armata appena costituita, e fu decorato con l'ordine Pour le Mérite per le azioni attorno a Łódź e Varsavia. Da aprile sino ad ottobre del 1915, Mackensen rimase in Galizia al comando dell'11ª Armata e fu il protagonista dell'Offensiva di Gorlice-Tarnów che si risolse in una schiacciante vittoria degli Imperi Centrali che riconquistarono la Galizia, comprese le importanti città di Przemyśl e Leopoli.
Nell'ottobre 1915, Mackensen fu a capo di una campagna congiunta austro-tedesca contro la Serbia e riuscì infine a schiacciarne la resistenza. Dopo aver marciato su Belgrado, eresse un monumento ai soldati serbi caduti eroicamente per difendere la città, con le parole «Abbiamo combattuto contro un esercito di cui abbiamo sentito parlare solo nelle favole». Seguì nel 1916 una campagna contro la Romania, agli ordini di Erich von Falkenhayn. Mackensen aveva il comando di un'armata multinazionale di bulgari, ottomani, e tedeschi: ciononostante le sue offensive ebbero successo.
Dopo la campagna rumena fu insignito della Schwarzer Adler ("Aquila nera"), la più alta onorificenza dei re di Prussia, e promosso feldmaresciallo. Dal 1917 alla fine della guerra fu governatore militare in Romania. La sua ultima campagna fu un tentativo di distruggere il riorganizzato esercito rumeno, dopo che fu respinta l'Offensiva Kerenskij. Ma il tentativo fallì (battaglia di Mărășești), con entrambe le parti che soffrirono gravi perdite. Al termine della guerra fu catturato dall'armata francese in Ungheria del generale d'Esperey e internato come prigioniero di guerra sino al dicembre 1919.
Nel 1920 Mackensen lasciò l'esercito. Sebbene contrario al nuovo sistema repubblicano evitò pubbliche campagne di dissenso. Intorno al 1924 cambiò idea e prese ad utilizzare la propria immagine pubblica di eroe di guerra per sostenere gruppi conservatori monarchici. Divenne molto attivo nelle organizzazioni militariste, in particolare la Stahlhelm e la Società Schlieffen. Durante le elezioni del 1932 diede sostegno a Hindenburg contro Hitler, ma in seguito all'avvento al potere di quest'ultimo Mackensen divenne un visibile, sebbene solo simbolico, sostenitore del regime nazista.
Protestò tuttavia contro l'uccisione dei generali von Bredow e von Schleicher e le atrocità commesse in Polonia, al punto che nei primi anni quaranta Hitler e Goebbels sospettarono Mackensen di slealtà, ma non poterono fare nulla. Mackensen rimase comunque sino alla fine un convinto monarchico: apparve in alta uniforme al funerale del Kaiser Guglielmo II nel 1941. Morì l'8 novembre 1945, terminata da poco la seconda guerra mondiale, all'età di 95 anni, dopo aver visto la "Vecchia Prussia", il Kaiserreich, la repubblica di Weimar, il nazismo e l'occupazione alleata del dopoguerra.

## Matrimonio e figli

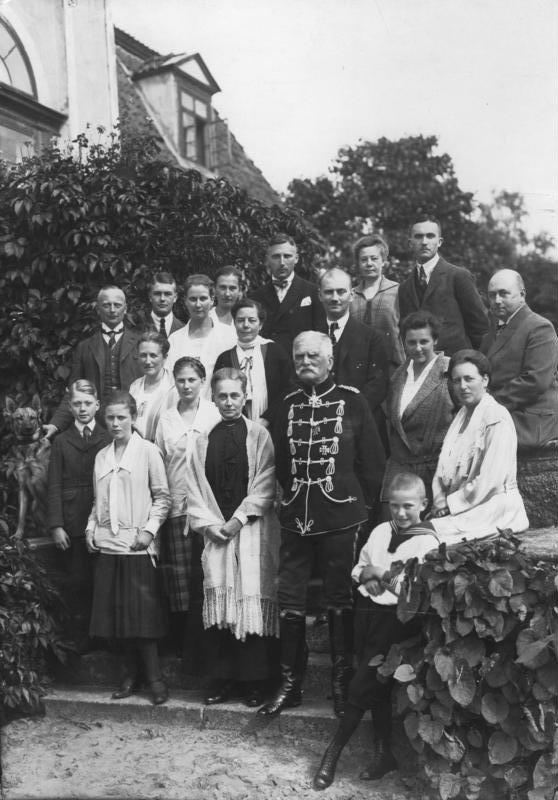
August von Mackensen con la famiglia il giorno del suo 80º compleanno.

Nel 1879 August von Mackensen sposò Dorothea von Horn (1854–1905), dalla quale ebbe cinque figli:
- Else von Mackensen (1881/2–1888)
- Hans Georg von Mackensen (1883–1947), segretario di stato ed ambasciatore tedesco, nonché Gruppenführer delle SS
- Manfred von Mackensen
- Eberhard von Mackensen (1889–1969), generale
- Ruth von Mackensen (1897–1945)

Al 40º compleanno Guglielmo II nel 1899 lo nobilitò conferendogli il titolo di von Mackensen. Dopo la morte della prima moglie nel 1905, nel 1908 decise di risposarsi con Leonie von der Osten (1878–1963). Questo matrimonio rimase però senza figli.